# US Open-mesterskabet i mixed double 2018
US Open-mesterskabet i mixed double 2018 var den 126. turnering om US Open-mesterskabet i mixed double. Turneringen var en del af US Open 2018 og blev spillet i USTA Billie Jean King National Tennis Center i New York City, USA i perioden 30. august - 8. september 2018 med deltagelse af 32 par.
Mesterskabet blev vundet af Bethanie Mattek-Sands og Jamie Murray, som i finalen besejrede Alicja Rosolska og Nikola Mektić med 2-6, 6-3, 11-9 i den første US Open-finale i mixed double mellem to useedede par siden 2009. Efter at have været bagud med 1-4 tilspillede Mattek-Sands og Murray sig tre matchbolde ved stillingen 9-6 i matchtiebreaken, men de blev alle tre afværget, inden parret efter en time og 21 minutters spil vandt titlen på deres fjerde matchbold. Dermed forsvarede Jamie Murray det mesterskab, han året før havde vundet sammen med Martina Hingis, og han blev dermed den første spiller til at forsvare et US Open-mesterskab i mixed double, siden Bob Bryan udførte den bedrift i 2004.
Bethanie Mattek-Sands vandt US Open-mesterskabet i mixed double for første gang, idet hendes indtil da bedste resultat havde været en finaleplads i 2015 med Sam Querrey som makker, og det var hendes tredje grand slam-titel i mixed double i karrieren. Hun nåede samtidig op på i alt otte grand slam-titler, når man også medregnede hendes fem titler i damedouble. Det var hendes første turneringssejr, siden hun pådrog sig en alvorlig knæskade ved Wimbledon-mesterskaberne 2017.
For Jamie Murray var sejren hans anden ved US Open-mesterskabet i mixed double, og det var tredje år i træk, at han kunne rejse hjem med en US Open-titel i bagagen, efter at han de to foregående år havde vundet herredoubletitlen i 2016 (sammen med Bruno Soares) og mixed double-titlen i 2017 (sammen med Martina Hingis). Det var karrierens fjerde grand slam-titel i mixed double for Murray og hans sjette grand slam-titel i alt.

## Pengepræmier
Den samlede præmiesum til spillerne i mixed double androg $ 505.000 (ekskl. per diem), hvilket var en stigning på 1,0 % i forhold til året før, og bortset fra at førstepræmien var hævet fra $ 150.000 til $ 155.000, var præmierne i alle runder uændret i forhold til 2017.
| Resultat               | Pengepræmier | Pengepræmier | Ændring ift. 2017 |
| Resultat               | Pr. par      | Total        | Ændring ift. 2017 |
| ---------------------- | ------------ | ------------ | ----------------- |
| Vindere (1)            | $ 155.000    | $ 155.000    | +3,3 %            |
| Finalister (1)         | $ 70.000     | $ 70.000     | 0 %               |
| Semifinalister (2)     | $ 30.000     | $ 60.000     | 0 %               |
| Kvartfinalister (4)    | $ 15.000     | $ 60.000     | 0 %               |
| Tabere i 2. runde (8)  | $ 10.000     | $ 80.000     | 0 %               |
| Tabere i 1. runde (16) | $ 5.000      | $ 80.000     | 0 %               |
| Samlet præmiesum       | -            | $ 505.000    | +1,0 %            |

## Turnering

### Deltagere
Turneringen havde deltagelse af 32 par, der var fordelt på:
- 24 direkte kvalificerede par i form af deres ranglisteplacering.
- 8 par, der havde modtaget et wildcard.

#### Seedede spillere
De 8 bedste par blev seedet:
| Seedning | Rang. | Spiller                                          | Resultat     |
| -------- | ----- | ------------------------------------------------ | ------------ |
| 1        | 14    | Gabriela Dabrowski Mate Pavić                    | Anden runde  |
| 2        | 20    | Nicole Melichar Oliver Marach                    | Kvartfinale  |
| 3        | 27    | Chan Hao-Ching Henri Kontinen                    | Første runde |
| 4        | 29    | Latisha Chan Ivan Dodig                          | Anden runde  |
| 5        | 34    | Andrea Sestini Hlaváčková Édouard Roger-Vasselin | Kvartfinale  |
| 6        | 40    | Demi Schuurs Matwé Middelkoop                    | Første runde |
| 7        | 41    | Katarina Srebotnik Michael Venus                 | Anden runde  |
| 8        | 42    | Abigail Spears Juan Sebastián Cabal              | Anden runde  |

#### Wildcards
Otte par modtog et wildcard til turneringen.
| Par                                 | Resultat     |
| ----------------------------------- | ------------ |
| Amanda Anisimova Michael Mmoh       | Første runde |
| Kaitlyn Christian James Cerretani   | Første runde |
| Danielle Collins Tom Fawcett        | Første runde |
| Cori Gauff Christopher Eubanks      | Anden runde  |
| Jamie Loeb Noah Rubin               | Første runde |
| Christina McHale Christian Harrison | Semifinale   |
| Whitney Osuigwe Frances Tiafoe      | Første runde |
| Taylor Townsend Donald Young        | Første runde |

### Resultater
| Gabriela Dabrowski |
| Mate Pavić         |

| Jamie Loeb |
| Noah Rubin |

| Gabriela Dabrowski |
| Mate Pavić         |

| Christina McHale   |
| Christian Harrison |

| Christina McHale   |
| Christian Harrison |

| Vania King      |
| Nicholas Monroe |

| Christina McHale   |
| Christian Harrison |

| Květa Peschke |
| Rajeev Ram    |

| A. Sestini Hlaváčková  |
| Édouard Roger-Vasselin |

| Lara Arruabarrena |
| Marc López        |

| Květa Peschke |
| Rajeev Ram    |

| M.J. Martínez Sánchez |
| Marcelo Demoliner     |

| A. Sestini Hlaváčková  |
| Édouard Roger-Vasselin |

| A. Sestini Hlaváčková  |
| Édouard Roger-Vasselin |

| Christina McHale   |
| Christian Harrison |

| Latisha Chan |
| Ivan Dodig   |

| Bethanie Mattek-Sands |
| Jamie Murray          |

| Ljudmyla Kitjenok |
| Artem Sitak       |

| Latisha Chan |
| Ivan Dodig   |

| Taylor Townsend |
| Donald Young    |

| Nadiia Kitjenok |
| Wesley Koolhof  |

| Nadiia Kitjenok |
| Wesley Koolhof  |

| Nadiia Kitjenok |
| Wesley Koolhof  |

| Bethanie Mattek-Sands |
| Jamie Murray          |

| Bethanie Mattek-Sands |
| Jamie Murray          |

| Amanda Anisimova |
| Michael Mmoh     |

| Bethanie Mattek-Sands |
| Jamie Murray          |

| Kaitlyn Christian |
| James Cerretani   |

| Abigail Spears       |
| Juan Sebastián Cabal |

| Abigail Spears       |
| Juan Sebastián Cabal |

| Bethanie Mattek-Sands |
| Jamie Murray          |

| Katarina Srebotnik |
| Michael Venus      |

| Alicja Rosolska |
| Nikola Mektić   |

| Laura Siegemund |
| Rohan Bopanna   |

| Katarina Srebotnik |
| Michael Venus      |

| Raluca Olaru  |
| Franko Škugor |

| Raluca Olaru  |
| Franko Škugor |

| Danielle Collins |
| Tom Fawcett      |

| Raluca Olaru  |
| Franko Škugor |

| Makoto Ninomiya |
| Ben McLachlan   |

| Alicja Rosolska |
| Nikola Mektić   |

| Alicja Rosolska |
| Nikola Mektić   |

| Alicja Rosolska |
| Nikola Mektić   |

| Cori Gauff          |
| Christopher Eubanks |

| Cori Gauff          |
| Christopher Eubanks |

| Chan Hao-Ching |
| Henri Kontinen |

| Alicja Rosolska |
| Nikola Mektić   |

| Demi Schuurs     |
| Matwé Middelkoop |

| Zhang Shuai |
| John Peers  |

| Zhang Shuai |
| John Peers  |

| Zhang Shuai |
| John Peers  |

| Elina Svitolina |
| Bruno Soares    |

| Elina Svitolina |
| Bruno Soares    |

| Lucie Hradecká |
| Roman Jebavý   |

| Zhang Shuai |
| John Peers  |

| Raquel Atawo         |
| Aisam-ul-Haq Qureshi |

| Nicole Melichar |
| Oliver Marach   |

| Anna-Lena Grönefeld |
| Santiago González   |

| Anna-Lena Grönefeld |
| Santiago González   |

| Whitney Osuigwe |
| Frances Tiafoe  |

| Nicole Melichar |
| Oliver Marach   |

| Nicole Melichar |
| Oliver Marach   |